# Hôtel Armand
L'Hôtel Armand, est un bâtiment à Avignon, dans le département de Vaucluse.

## Histoire
En septembre 1988, l'hôtel Armand a fait l'objet d'une question au gouvernement, au Sénat, de la part du sénateur Michel Miroudot, au sujet de son classement et de son éventuellement maintient en l'état.
L'hôtel est inscrit au titre des monuments historiques depuis le 17 mars 1989.